# 周フツ
周 巿（しゅう ふつ、? - 紀元前208年）は、中国の秦代に秦に反乱を起こした陳勝の部下。秦末に魏王として魏咎を擁立したが、秦との戦いで戦死した。

## 経歴
魏の出身。
二世元年（紀元前209年）7月、陳勝・呉広の乱が起こって中国全土が騒乱状態になる。
二世2年（紀元前208年）10月、周巿は陳勝に命じられ、北進して魏の地を平定した。周巿が狄にまで至ると、狄県令を殺した田儋が自立して斉王を名乗り、周巿を攻撃してきた。周巿の軍は散り散りになり、魏の地へ引き返した。
同年11月、東進して劉邦が占領していた沛を攻略することにする。劉邦が占拠した方与を攻める。ちょうど方与に劉邦が来ていたため、まだ戦わぬうちに、（劉邦の出身地であり、劉邦に属していた）豊を守っていた雍歯に使者を派遣し、「豊は元々、梁の人が移住した場所である。（周巿は）魏の地の数十城をすでに平定している。雍歯が降伏すれば、（雍歯を）侯に封じて、豊を守らせよう。降伏しないのなら、すぐに豊を屠るだろう」と説得する。雍歯は周巿につくことにして、豊を守った。
斉や趙は魏の地を平定した周巿を王として立てようとしたが、周巿は「天下が乱れた時に、誰が忠臣なのかが初めてはっきりする。天下はともに秦にそむいている今だからこそ、道義から言えば魏王の子孫を擁立するのが正しいであろう」と語った。斉と趙は各々、50乗の戦車を派遣して、周巿を魏王に擁立しようとしたが、周巿は辞退して受けなかった。
周巿は魏王室の後裔である魏咎を迎えて王としたいと考えて、斉や趙の要請を受けず、陳勝の都である陳にいた魏咎を迎え入れようと交渉する。
同年12月、使者が魏と陳の間を5回往復する交渉が行われた後、陳勝は魏咎を魏へ派遣してきた。周巿は魏咎を擁して、魏王とした。周巿は魏の相となった。しかし、同年には、陳勝が秦の将軍の章邯と戦い敗走して、部下の荘賈に裏切られて殺される。
同年端月（1月）、秦軍を率いる章邯は陳勝を破ると魏を攻めてきた。秦と魏は臨済において戦いを繰り広げた。魏咎が臨済において、章邯の軍に包囲されてしまう。
同年4月、臨済に危急が迫り、魏咎に派遣され、周巿は援軍を斉と楚に請う。楚の項梁は（一族の）項它を援軍に送り、斉の田儋は田巴に兵を率いて周巿に従って魏を救援する。魏・楚・斉の軍勢は、章邯によって撃破される。この戦いで、周巿は戦死した。臨済はまた包囲される。
同年6月、斉王の田儋が援軍として臨済に来る。しかし、章邯の夜襲を受けて、斉と魏の軍は大敗する。田儋も臨済において、戦死した。魏咎は章邯に降伏し、焼身自殺をした。

## 史料
- 『史記』